# Аймерт, Герберт
Герберт Аймерт (также Эймерт, нем. Herbert Eimert; 8 апреля 1897, Бад-Кройцнах — 15 декабря 1972, Кёльн, Германия) — немецкий музыковед, теоретик музыки, музыкальный критик, композитор.

## Биография
Учился в Высшей школе музыки в Кёльне с 1919 по 1924 годы, затем в Кёльнском Университете, который окончил в 1930 году. В 1931 году защитил диссертацию о музыкальных формах XVII—XVIII веков (нем. Musikalische Formstrukturen im 17. und 18. Jahrhundert). С 1927 по 1933 годы работал на Западногерманском радио в Кёльне в качестве музыкального критика. С 1930 года писал критические статьи для газеты Kölner Stadtanzeiger, был редактором Kölnische Zeitung с 1935 по 1945 годы.
После войны вернулся на радио, в 1948 году основал ночную музыкальную программу Musikalische Nachtprogramme, руководителем которой был до 1965 года. А в 1951 году основал первую студию электронной музыки, которой руководил до 1971 года. С 1955 года в сотрудничестве со Штокхаузеном был редактором журнала Die Reihe, освещавшего тематику музыкального авангарда 1950—1960-х годов. c 1951 по 1957 читал лекции на Международных курсах новой музыки в Дармштадте. В 1965 году назначен профессором Кёльнской ВМШ.
Герберт Аймерт скончался 15 декабря 1972 года в Кёльне.

## Творчество
С начала 1920-х годов Аймерт сочинял 12-тоновую музыку, он был одним из первых приверженцев додекафонии. Атональная музыка и серийная техника были основной темой его музыковедческих работ и преобладающим стилем композиций.

### Теоретические работы
Первую работу «Учение об атональной музыке» (нем. Atonale Musiklehre, Лейпциг) Аймерт опубликовал в 1923 году, ещё будучи студентом. Ему принадлежат значительные работы о новых музыкальных техниках «Учебник 12-тоновой техники» (нем. Lehrbuch zur Zwölftonmusik, 1950, Висбаден; многократно переиздан, переведён на несколько языков), «Основы серийной техники в музыке» (нем. Grundlagen der musikalischen Reihentechnik, 1964, Вена). В соавторстве с Г. У. Гумпертом написал «Лексикон электронной музыки» (нем. Lexikon der elektronischen Musik, 1973, Регенсбург).

### Некоторые музыкальные произведения
- Струнный квартет (1924)
- Der weiße Schwan для саксофона, флейты и специально изготовленных шумовых инструментов (1926)
- Камерный концерт для пяти инструментов (1926)
- Сюита для камерного оркестра (1929)
- Musik für Violine und Violoncello (Музыка для скрипки и виолончели) (1931)
- Вариации для фортепиано (1943)
- Bläsermusik (1947)
- Второй струнный квартет (1939)
- Struktur 8, Glockenspiel, Etüde über Tongemische (электронная музыка) (1953—1954)
- Zu Ehren von Igor Strawinsky (Посвящение Игорю Стравинскому) (1957)
- Selektion I (1960)